# Danilo Martelli
Danilo Martelli (Castellucchio, Lombardía, 27 de mayo de 1923-Turín, 4 de mayo de 1949) fue un futbolista italiano. Se desempeñaba en la posición de centrocampista. Fue uno de los futbolistas que fallecieron en la Tragedia de Superga.

## Clubes
| Club           | País   | Año       |
| -------------- | ------ | --------- |
| Brescia Calcio | Italia | 1941-1946 |
| Torino F. C.   | Italia | 1946-1949 |

## Palmarés

### Campeonatos nacionales
| Título  | Club         | País   | Año     |
| ------- | ------------ | ------ | ------- |
| Serie A | Torino F. C. | Italia | 1946-47 |
| Serie A | Torino F. C. | Italia | 1947-48 |
| Serie A | Torino F. C. | Italia | 1948-49 |